# Nantucket Historic District
Der Nantucket Historic District umfasst die gesamte Insel Nantucket sowie die Inseln Tuckernuck und Muskeget im Bundesstaat Massachusetts der Vereinigten Staaten. Der National Historic Landmark District wurde 1966 in das National Register of Historic Places eingetragen. Mit einer Fläche von 30.000 Acres (121,4 km²) ist er der größte Historic District in den kontinentalen Vereinigten Staaten.

## Beschreibung des Distrikts
Die aus dem 17. Jahrhundert stammenden Gebäude auf Nantucket zeugen ebenso wie die Eigentümerstruktur der Grundstücke vom mittelalterlichen England. Das Design und die verwendeten Materialien geben der Insel ihr charakteristisches Aussehen. Einige der älteren Häuser wurden von der ursprünglichen Siedlung am Capaum Pond in das heutige Stadtzentrum Nantuckets versetzt. Die ersten Grundstücke wurden bereits 1678 ausgewiesen; einige der ältesten Wohnhäuser stehen im heutigen CDP Siasconset.
Anfang des 19. Jahrhunderts ist eine Veränderung der Architektur hin zu klassizistischen Details sowie zum Federal Style zu beobachten. Mit dem Aufblühen der Walfangindustrie um 1820 begann für Nantucket ein goldenes Zeitalter, was sich unter anderem in den besonders großzügig angelegten Gebäuden dieser Epoche widerspiegelt, die vorwiegend entlang der Main Street und Orange Street standen. 1846 zerstörte ein Feuer das gesamte Geschäftszentrum der Stadt Nantucket auf einer Fläche von 36 Acres (14,6 ha). Die daraufhin neu errichteten Häuser an der Main Street weisen Details im Stil des Greek Revival auf.
Trotz des Wachstums der Einwohnerzahl und des damit einhergehenden Ausbaus der Infrastruktur besteht auch heute noch ein Großteil der Insel aus offenen, mit Büschen bewachsenen Mooren. 1.050 Acres (4,2 km²) werden von Seen und Teichen eingenommen, 750 Acres (3 km²) bestehen aus Torfmooren. Die 75 mi (120,7 km) lange Küstenlinie ist nahezu unverändert und verwildert regelmäßig, nachdem die Sommergäste die Insel verlassen haben. Der Hafen Nantuckets wurde in den 1960er Jahren modernisiert und dient auch heute noch wirtschaftlichen Zwecken.

## Historische Bedeutung
Nantucket bildet den Ausgangspunkt der Entwicklung der US-amerikanischen Walfangindustrie im 17. Jahrhundert und war bis in die 1840er Jahre hinein der führende Walfangstützpunkt der USA. Bis heute hat die Stadt sowohl aus architektonischen als auch umweltbezogenen Gesichtspunkten ihren Charakter als typische Küstenstadt des späten 18. und frühen 19. Jahrhunderts in Neuengland erhalten. Von den kleineren ehemaligen Beobachtungsposten der Insel existiert nur noch Siasconset, wo mit dem Auld Lang Syne das wohl älteste noch erhaltene Bauwerk Nantuckets steht.
Ursprünglich wurde Nantucket von Menschen besiedelt, die sich nach religiöser Freiheit sehnten. Eine von Tristram Coffin angeführte Gruppe von 18 Personen erwarb den Großteil der Insel von Thomas Mayhew und wurde gemeinsam mit ihm und seinem Sohn zu den ersten 20 Siedlern auf der Insel. Bei ihrem ersten Treffen 1661 teilte die Gruppe die Insel unter sich auf und legte fest, wer sich an welcher Stelle niederlassen durfte. 1671 wurden alle Siedlungen der Insel unter der Bezeichnung Nantucket zusammengefasst. 1673 änderte der Gouverneur Francis Lovelace den Namen zu Sherburne, nachdem die Insel Teil der Provinz New York geworden war.
Die zum Großteil aus Mooren bestehende Insel war nur unzureichend für die Landwirtschaft geeignet, sodass die Grundstücke im Wesentlichen als Schafweide sowie in kleinerem Umfang für den Ackerbau genutzt wurden. Die Einwohner waren daher bestrebt, ihren Lebensunterhalt durch Fisch- und Walfang zu verdienen. Bereits 1672 wurde das erste Walfangunternehmen auf Nantucket gegründet, jedoch waren die unerfahrenen Seeleute wenig erfolgreich. 1690 wurde daher der vom Cape Cod stammende Icabod Paddock auf die Insel eingeladen, um als Lehrer für Walfangmethoden zu arbeiten. Dies bildete den Ausgangspunkt für ein erhebliches Wachstum der Walfangindustrie auf Nantucket; 1712 verfügte die Walfangflotte bereits über fünf Schiffe, zwei Jahre später stieg die Anzahl auf neun. Bereits 1715 brachten die Walfänger 600 Fässer Tran an Land. 1727 verfügte die Insel über 28 Walfangschiffe, die Wale entlang der Küste der Insel jagten. Zu ihrer Unterstützung wurden unter anderem mit Cisco, Sesachacha und Siasconset Beobachtungsstationen an den Stränden errichtet.
Die küstennahe Waljagd wurde 1760 im Zuge der Verlagerung der Hochseejagd auf Pottwale aufgegeben, und die meisten Gebäude des bis dahin größten Fischereihafens Sesachacha Beach wurden 1820 nach Siasconset verlegt. Bis zur Amerikanischen Revolution florierte die Walfangindustrie auf Nantucket und wuchs beständig an; 1766 segelten 118 Schiffe unter der Flagge der Insel und landeten 11.969 Tranfässer an, die nicht nur nach Boston, sondern auch bis nach London verkauft wurden. 1774 umfasste die Walfangflotte Nantuckets 150 der insgesamt 250 Fangschiffe Neuenglands. Mit dem Ausbruch des Amerikanischen Unabhängigkeitskriegs litt die Wirtschaft der Insel erheblich; während des Kriegs gingen nicht nur 134 Schiffe der Inselflotte verloren, sondern es verloren auch mehr als 1200 Seeleute ihr Leben oder wurden gefangen genommen.
1795 wurde der Name der Stadt wieder in Nantucket geändert, und sowohl die Insel als auch die Stadt wurden zum Synonym für das Zeitalter des Walfangs in Neuengland. Nach dem Ende des Kriegs erholte sich Nantucket und führte den Walfang erfolgreich bis in die frühen 1840er Jahre fort. Auf ihrem Höhepunkt umfasste die Einwohnerzahl Nantuckets rund 10.000 Personen, und die Stadt verfügte über fünf Kais, 36 Kerzenfabriken sowie eine Vielzahl von Werften. Die Walfänger der Insel waren führend in der Entdeckung neuer Fanggebiete und in der Weiterentwicklung der Jagdmethoden. Sie besaßen als erste weitreichende Kenntnisse über den Golfstrom, der von Captain Timothy Folger für den damaligen United States Postmaster General Benjamin Franklin kartiert wurde.
Während des Britisch-Amerikanischen Kriegs 1812 verlor die Inselflotte erneut 38 Schiffe, jedoch konnte die Anzahl bis 1822 wieder auf mehr als 80 Schiffe erhöht werden. Nantucket behauptete sich zunächst im Wettstreit mit New Bedford, das über eine noch größere Flotte verfügte, musste aber Mitte der 1840er Jahre erste Einbußen hinnehmen. Die Walfangindustrie der Insel wurde 1846 durch ein Großfeuer im Stadtzentrum schwer getroffen, zudem verlockte 1849 der Kalifornische Goldrausch mehr als 400 junge Leute, Nantucket zu verlassen.
Der größte wirtschaftliche Schaden wurde jedoch durch die zunehmende Versandung des Hafenbeckens verursacht, was es zu Beginn des 19. Jahrhunderts den immer größer werdenden Schiffen unmöglich machte, Nantucket anzulaufen. 1803 und 1806 bat die Inselverwaltung erfolglos den Kongress der Vereinigten Staaten um Unterstützung zur Ausbaggerung des Hafens, sodass die Walfangschiffe auf den Hafen von Edgartown auf Martha’s Vineyard ausweichen mussten. In ihrer Not versuchten die Einwohner Nantuckets im Jahr 1839, zurückkehrende Fangschiffe mit Hilfe eines als steam camel bezeichneten Trockendocks in das Hafenbecken zu transportieren, doch selbst dafür war der Hafen mittlerweile zu flach. 1869 verließ mit der Bark Oak das letzte Walfangschiff den Hafen Nantuckets, und 1874 wurde der Name aus der Liste der US-amerikanischen Walfangstützpunkte gestrichen.